# Kolken (waterschap)
De Kolken is een voormalig waterschap in de Nederlandse provincie Groningen, dat na de aanleg van de spoorlijn Groningen-Duitsland werd gevormd uit het zuidelijke deel van de Eexter Molenkolonie.
Het schap lag bij Scheemda en had bemalen van gronden tot taak. Aanvankelijk was het schap 55 ha groot, maar in de loop van de tijd werden steeds meer gronden toegevoegd, totdat het twee jaar na de oprichting bijna vier keer zo groot was (212 ha).
Waterstaatkundig gezien ligt het gebied sinds 2000 binnen dat van het waterschap Hunze en Aa's.